# Championnats d'Europe de trampoline 1993
Navigation
Édition précédente Édition suivante
Les championnats d'Europe de trampoline 1993, treizième édition des championnats d'Europe de trampoline, ont eu lieu en 1993 à Sursee, en Suisse.

## Podiums
| Épreuves                | Or                                                                              | Argent                                                                     | Bronze                                                            |
| ----------------------- | ------------------------------------------------------------------------------- | -------------------------------------------------------------------------- | ----------------------------------------------------------------- |
| Hommes                  |                                                                                 |                                                                            |                                                                   |
| Trampoline par équipes  | Biélorussie Viatseslav Morozov Ruslan Kachperko Nikolai Kazak Dmitri Poliarouch | France Jean-Pierre Thorn Fabrice Hennique Fabrice Schwertz Denis Passemard | Allemagne Martin Kubicka Christoff Emmes Ralf Gehrke Heiko Berger |
| Double Mini par équipes | Portugal                                                                        | Allemagne Steffen Eislöffel Pascual Robles Heiko Berger                    | Espagne                                                           |
| Tumbling par équipes    | Pologne Krzysztof Wilusz Adrian Sienkiewicz Tomasz Kies Radoslaw Walczak        | France                                                                     | Portugal                                                          |
| Trampoline              | Fabrice Schwertz (FRA)                                                          | Dmitri Poliarouch (BLR)                                                    | Anders Christiansen (DEN)                                         |
| Double Mini             | Ulf Andersson (SWE) Luís Nunes (POR) Jorge Pereira (POR) Pascual Robles (GER)   | -                                                                          | -                                                                 |
| Tumbling                | Tomasz Kies (POL)                                                               | Stéphane Bayol (FRA)                                                       | Krzysztof Wilusz (POL)                                            |
| Synchro                 | Danemark Mads Ledstrup Jesper Dalsten                                           | Allemagne Martin Kubicka Christian Kemmer                                  | Pays-Bas Lennard Villafuerte Alan Villafuerte                     |
| Femmes                  |                                                                                 |                                                                            |                                                                   |
| Trampoline par équipes  | Allemagne Sandra Beck Gabi Dreier Tina Ludwig Hiltrud Roewe                     | Ukraine                                                                    | Royaume-Uni Biélorussie                                           |
| Double Mini par équipes | Allemagne Ute Springub Nicole Krüger Nadine Intrup Grotje Reinemer              | Portugal                                                                   | Espagne                                                           |
| Tumbling par équipes    | France Chrystel Robert Corinne Robert Christelle Giroud Marie Guinet            | Belgique                                                                   | Pologne                                                           |
| Trampoline              | Susan Shotton (GBR)                                                             | Anna Dogonadze (GEO)                                                       | Rusudan Khoperia (GEO)                                            |
| Double Mini             | Nicole Krüger (GER)                                                             | Armelia Carneiro (POR)                                                     | Ana Roncero (ESP)                                                 |
| Tumbling                | Chrystel Robert (FRA)                                                           | Corinne Robert (FRA)                                                       | Sigy Van Renterghem (BEL)                                         |
| Synchro                 | Ukraine Oksana Tsygulova Olena Movchan                                          | Géorgie Anna Dogonadze Rusudan Khoperia                                    | Royaume-Uni usan Shotton Andrea Holmes                            |